# 韓国の茶

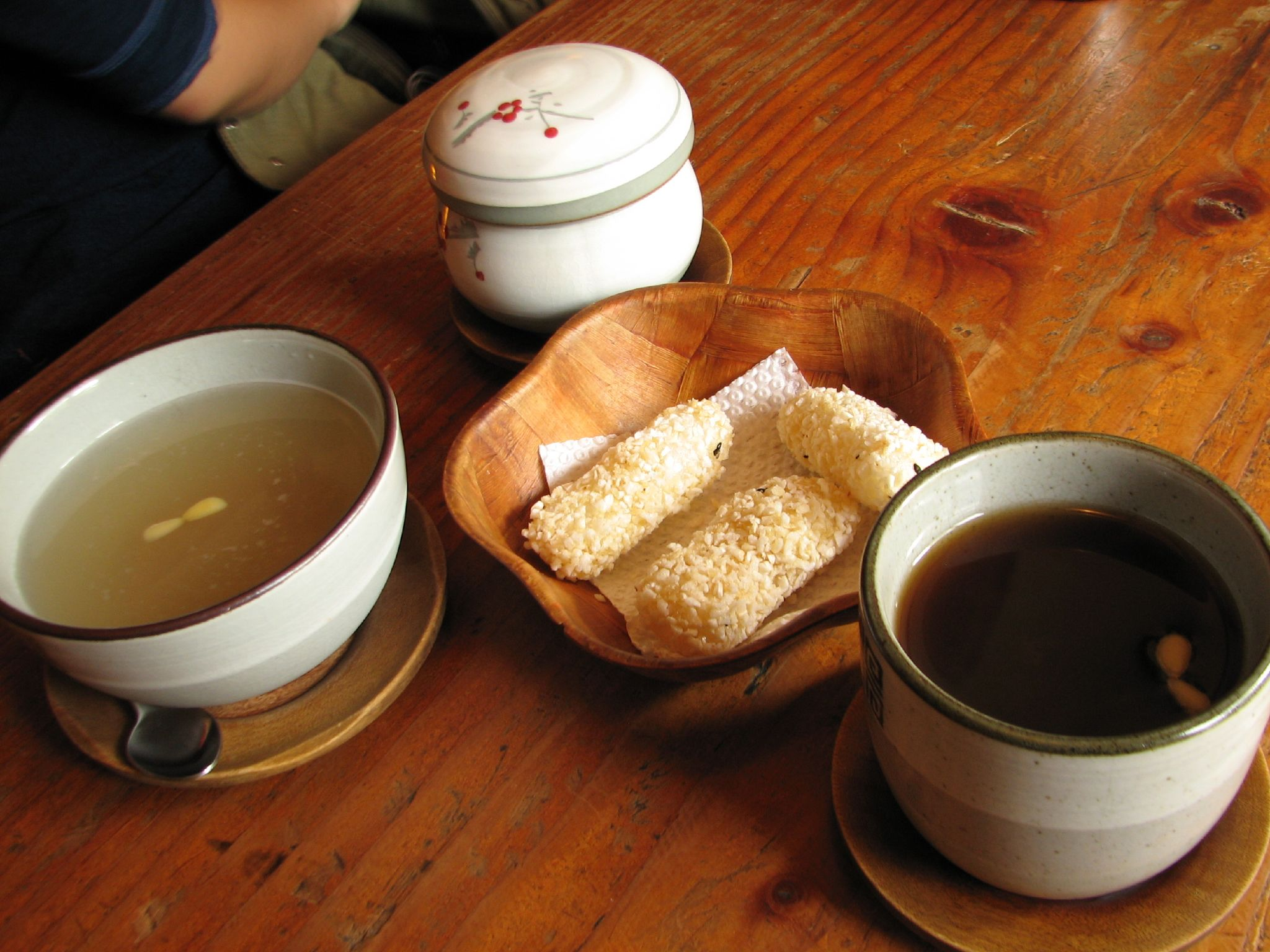
茶と油菓（揚げ菓子）

韓国の茶（かんこくのちゃ）では、大韓民国の茶について述べる。茶葉を使わない茶外茶も含まれる。
韓国では食後にはスンニュンや水、コーヒーなどが飲まれ、茶は必ずしも一般的ではない。

## 歴史

### 古代
首露王の妃である許黄玉が阿踰陀国から48年に竹露茶を持ってきたという『三国遺事』新羅本の記述が朝鮮半島の茶に関する最古の記録になるが、これは伝説の域を出ない。同じく『三国遺事』には五台山で5世紀に茶を煎じたという記述もある。
正史である『三国史記』の記述では、新羅の興徳王の治世である9世紀に智異山の華厳寺ないし双磎寺に中国から伝わったチャノキの種が蒔かれたとあり、確実な記録の中ではこれが最も古い朝鮮の茶である。当時の新羅では唐の影響もあって煎茶や団茶（を粉にした点茶）の形で飲用され、国内での生産量に比べて需要が大きいため、中国から茶葉が輸入されていた。仏教の行事などを中心に宮廷や貴族、僧の間で茶は飲まれていたが、大衆には普及していなかった。また、同じ三国時代の高句麗の墓内でも茶が発見されている。

### 中世から近世
高麗は新羅などの茶の風習を引き継ぎ、仏教ともに茶文化が朝鮮の歴史上における最盛期を迎えた。高麗王室の様々な儀式に茶は用いられ、五礼のうち賀礼、賓礼、凶礼にそれぞれ茶の下賜などがあった。このほか、茶の味を競う形の闘茶会が催され、李奎報らの文人は多くの茶詩を遺し、高麗青磁などの優れた茶器も作られている。一方で茶文化の奢侈や過剰な茶需要の発生などの問題も生じ、茶の収穫への動員や重い茶貢によって農村が疲弊し、茶樹を燃やすなど茶生産を忌避する動きが広がっていった。このため茶生産は減少し、中国からの輸入は増加したが、茶は大衆から遠い存在になっていった。
李氏朝鮮時代に入っても、その前半期は王室内の祭礼や明の使臣への応礼に茶を用いていた。成宗9年（1478年）の『東国輿地勝覧』には、慶尚南道8郡と全羅北道21郡で茶の生産が行われていた記録がある。また、17世紀前半には仁祖が後金との和議で天地茶と舌雀茶を送った。しかし、儒教の興隆とともに仏教は衰退し、仏教寺院を中心に栽培されていた茶もさらに生産量が減少していった。
宮廷でも太宗の代から一部の行事で茶に代わって酒や甘酒を用いるようになった。『李朝実録』によれば、英祖の代までは外国の使臣に茶を下賜していたが、中期以降は人参茶で代用するようになったという。このように人参などを用いた茶外茶が普及する一方で、わずかな武人や文人、僧の間で従来の茶も飲まれ、18世紀の第8-10回の朝鮮通信使が日本で読んだ茶詩も現在に伝わっている。
19世紀に入ると喫茶を復興する動きが広がった。僧である草衣は朝鮮の茶道の思想を整理し、学者である丁若鏞は茶神契を組織して飲茶をすすめ、金正喜ら文人もこれらの活動に参加した。なお、当時は舌雀茶の茶葉が主に用いられていた。1880年代に入ると李朝は李鴻章らから茶業振興を強く薦められて、1885年に九江から輸入したチャノキの苗種6,000種が植樹されている。
だが、日本統治前に至るまで、明確に（日本で言う）緑茶と言える資料はなく、宮本大丞朝鮮理事と日本政府使節団の手記には「（朝鮮で「茶」と言われているものは）煎じ薬を飲むにも似ている」と、表現されている。

### 近代から現代
日本統治時代には日本人によって茶園が造成されている。1911年には光州市の證心寺付近の斜面に茶園が造られ、翌年には静岡式の製茶施設が導入された。1913年には井邑市に90アールの茶園が作られ、川原茶が大阪府に輸出されている。日本式茶道の普及にともなって茶の消費量が増加したため、1939年には朝鮮総督府林業試験場の提案で京城化学が宝城郡に90ヘクタールの茶園を造成した。
第二次世界大戦が終わると茶の生産や消費は下火になり、1950年代までは南部の沿岸地域で僧らによって釜炒緑茶や発酵茶がわずかに生産されていた。在韓米軍らによってアメリカ文化が広まり、コーヒーや紅茶の市場が拡大する一方で国産茶のシェアは低かったという。一方で、証心寺の茶園が関税庁から地元の茶人に払い下げられ三愛茶園と改称して生産が続けられ、宝城郡では朝鮮戦争後に放置されていた京城科学の茶園など一帯を払い下げて1957年に大韓紅茶が設立されるなどの動きもあった。
独立を果たした韓国政府はコーヒー消費などによる外貨流出を防ぐため、1958年から5年間の伝統茶増産５ヵ年計画を策定したが、効果は見られなかった。朴正煕が1961年に制定した外来品特別取締法によって紅茶の輸入を全面禁止すると国産紅茶の需要が急増したが、供給が追い付かず粗悪な紅茶が流通して社会問題化し、数年で輸入制限が緩和された。一方、同時期に茶外茶の導入が進められ、クコ茶や朝鮮人参茶、双和茶が広まっていった。1969年から始まった韓国政府の第1次農漁村特別所得事業によって680ヘクタールの茶園が造成され、第2次の事業によってさらに茶園は拡大したが、1976年および翌年の寒波による茶樹の凍死などによって1978年の茶園面積は520ヘクタールまで減少した。
1960年代からの紅茶生産に代わって1970年代半ばには緑茶の生産が本格的に始まり、1976年に柿やサツマイモの葉を混ぜた粗悪な紅茶が出回って消費が落ち込んだことによって、さらに生産移行が進んだ。同時期には1972年の日中国交正常化を受けて日本と台湾の国交が断絶し、台湾に代わる輸入先として丸紅が1978年まで韓国から緑茶を輸入していた。また、1970年代から茶人らが組織を設立して草衣の住居跡の復元など茶文化の発信に取り組んだほか、文化広報部や保健福祉部など政府の部門も1980年代から茶道の振興（「茶道#朝鮮・韓国」参照）や国産茶普及などの活動を始めた。
これらの運動や1990年代に太平洋や東西食品がペットボトル入りの茶飲料を発売した影響もあって、1990年には448ヘクタールだった韓国の茶園面積は2000年には1,491ヘクタールまで3倍以上に増加している。2010年には全羅南道や慶尚南道を中心に茶農家は5,000戸、茶園面積は約3,300ヘクタールとなっている。

## 茶の分類
韓国では、二十四節気や収穫回数を基に生産者が茶を分類している。一般的な分類は、以下の通り。
- 雨前茶：4月15日から4月30日までに手摘みする。高級茶。
- 細雀茶、舌雀茶：5月上旬に手摘みする。（準）高級茶。
- 中雀茶：5月中旬に手摘みする。準高級茶。
- 大雀茶：5月下旬に摘む。

6月以降は機械で摘まれ、二番茶、三番茶となる。
また、加工方法によって茶葉は蒸製茶、釜炒茶、玉繰茶、抹茶、玄米緑茶などの製品になる。

## 茶外茶の種類

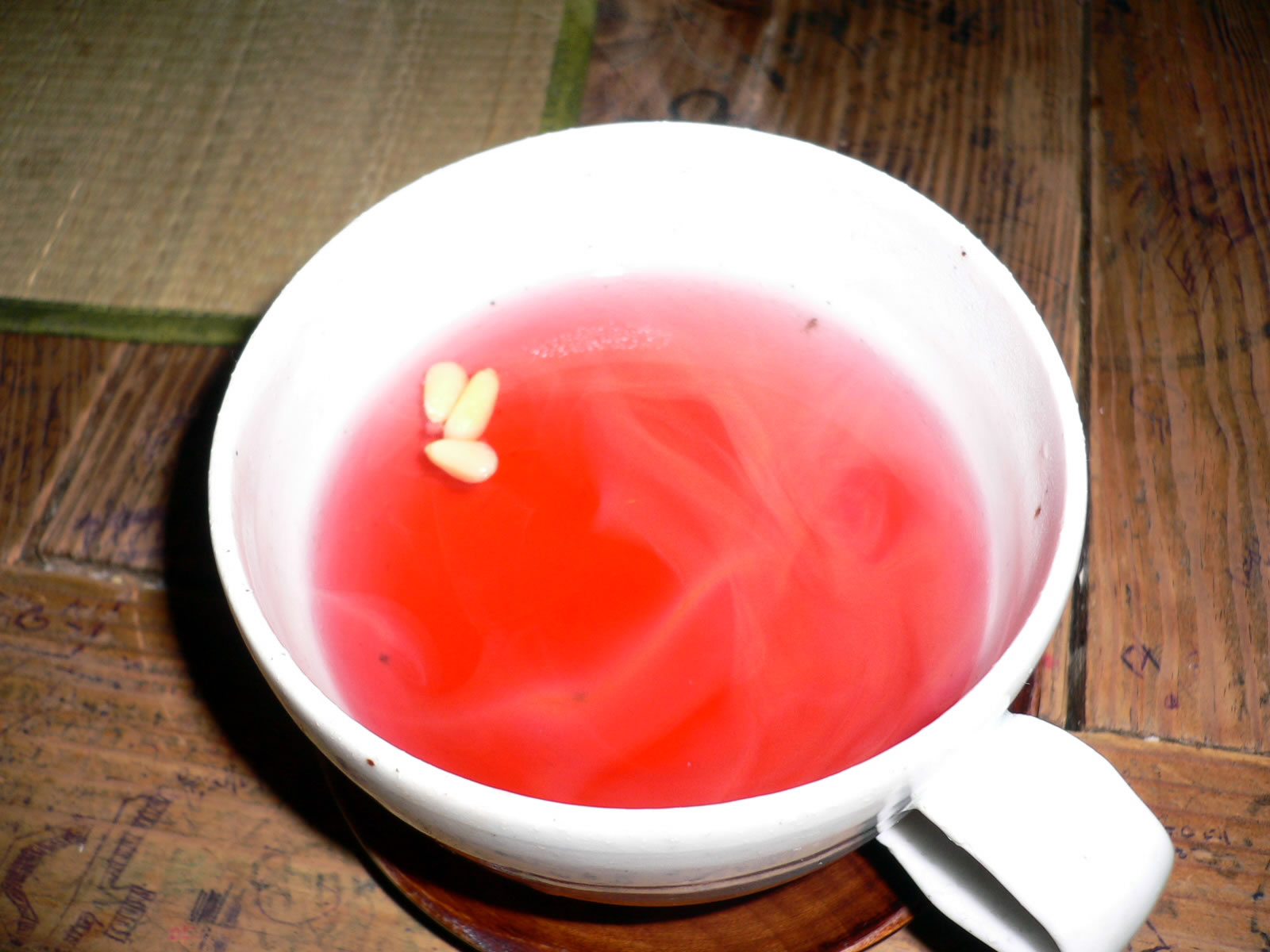
オミジャ茶

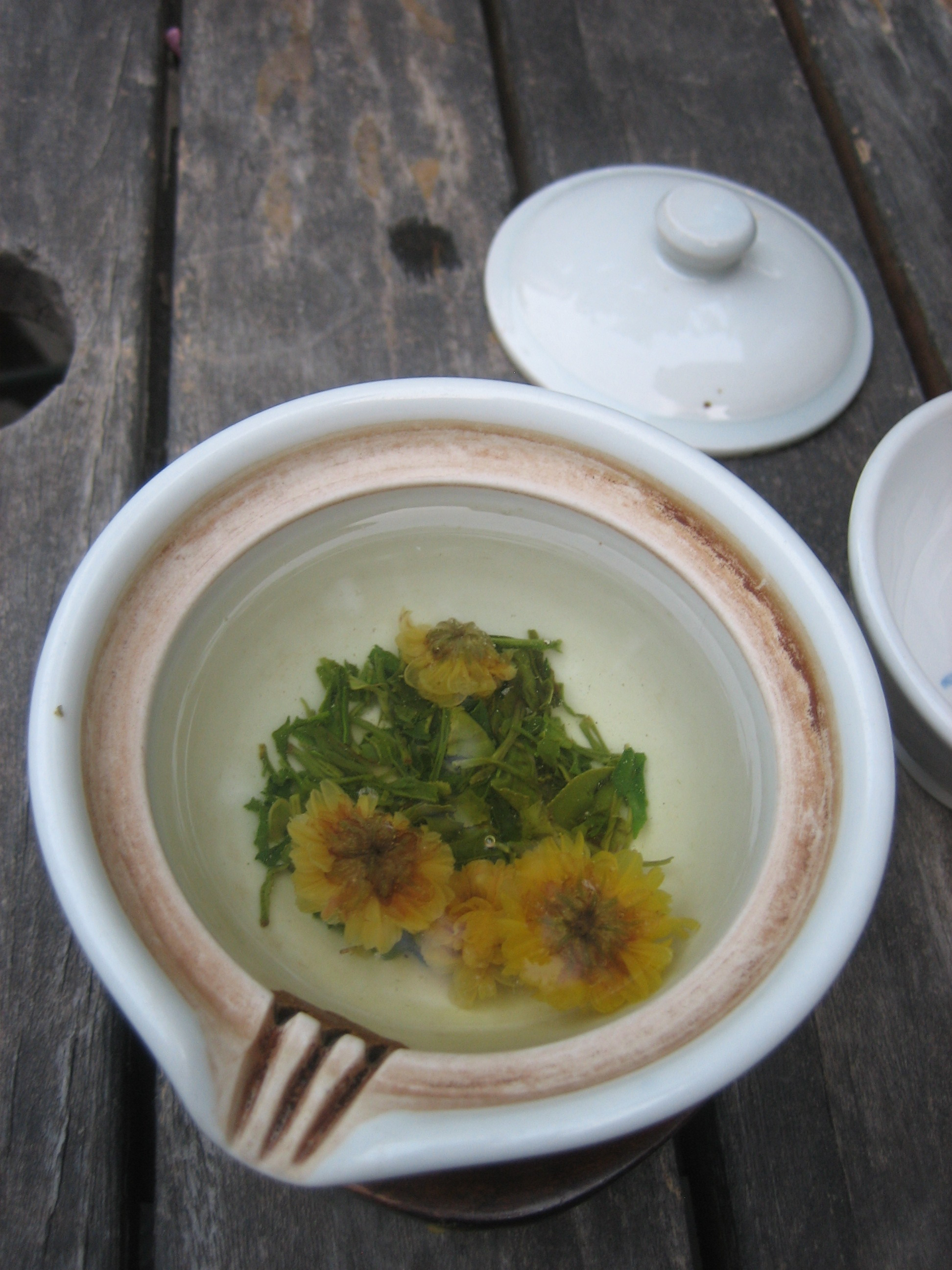
クッカ茶

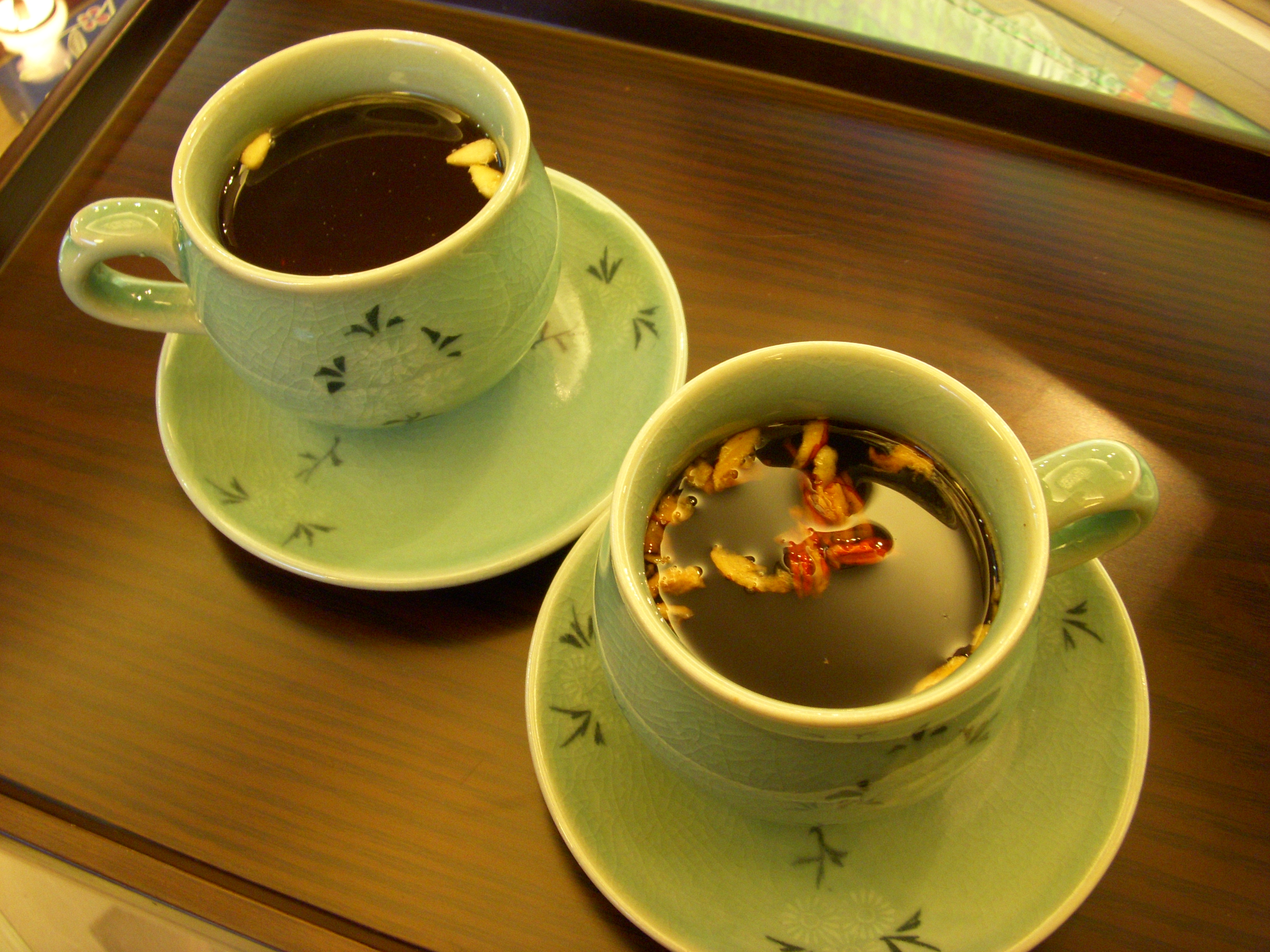
テチュ茶

茶葉を用いない伝統茶には以下のような種類が存在する。
- スンニュン（おこげ湯） - 釜で米を炊いた後に残ったお焦げに湯を注いで飲む。昔は石鍋でご飯を炊いていたためにおこげができやすく、家庭でよくスンニュンが飲まれたが、炊飯器が普及しておこげができにくくなり、麦茶やトウモロコシ茶がよく飲まれるようになった[19]。ただし、最近の韓国の炊飯器にはスンニュンが飲めるようにおこげモードのついているものが存在する[20]。
- オクスス茶 - 大粒のトウモロコシを焙煎したもの。
- ユルム茶 - はと麦を焙煎したもの。
- ポリ（麦）茶 - 日本の麦茶とおなじ。
- ヒョンミ（玄米）茶 - 焙煎した玄米の茶。日本の玄米茶とは違い、茶葉は入っていない。
- ユジャ茶（柚子茶） - 柚子と砂糖、蜂蜜を煮込んだものに湯を注して飲む。見た目はマーマレード状。
- テチュ茶 - ナツメの実と砂糖、蜂蜜を煮込んだものに湯を注して飲む。
- モクァ（木瓜）茶 - カリンの実と砂糖、蜂蜜を煮込んだものに湯を注して飲む。
- メシル（梅実）茶 - ウメの実と糖分を煮つめたものをお湯に注いで飲む。
- センガン（生姜）茶 - 生姜と砂糖、蜂蜜を煮込んだものに湯を注して飲む。
- ボルクル（蜂蜜）茶 - 蜂蜜をそのまま湯に溶かしたもの。「クル（蜜）茶」とも。
- インサム（人参）茶 - 高麗人参を煎じたもの。健康飲料。
- スサム（寿参）茶 - 高麗人参の6年ものだけを使った薬用茶。
- キョルミョンジャ（決明子）茶 - エビスグサの種を煎じたもの。
- トゥングルレ茶 - アマドコロの根を煎じたもの。
- オミジャ（五味子）茶 - チョウセンゴミシの実を煎じたもの。茶は赤い色でほのかな甘みとさわやかな酸味がある。甘味、酸味、苦味、辛味、塩味の5つの味を感じるというので五味子の名がついた。
- サンスユ（山茱萸）茶 - サンシュユの実エキスに甘みをつけたお茶。
- ケーピ（桂皮）茶 - 肉桂（シナニッケイ、Cinnamomum aromaticum）の茶。
- クッカ（菊花）茶 - キクの花を煎じたお茶。
- ソルリプ茶・ペギョプ（柏葉）茶 - どちらも松葉の茶だが、前者は朝鮮半島で一般的な赤松や油松の葉、後者は朝鮮五葉松の葉の茶である。
- 17茶